# El- och energiprogrammet
El- och energiprogrammet är ett nationellt yrkesförberedande gymnasieprogram som ger kunskaper för att arbeta med automatiserade produktionssystem, system för energi-, miljö- och vattenteknik eller dator- och kommunikationssystem, eller för att arbeta som elektriker inom eldistribution eller installation. Programmet ger från och med hösten 2023 grundläggande behörighet till universitet och högskolor. 

## Examensmål
- Utbildningen ska utveckla elevernas kunskaper i att försörja och bistå samhällsviktiga basfunktioner som produktion, installation och distribution av el-, energi- och vattensystem. Den ska därför ge kunskaper om el- och energiteknik och automation samt färdigheter i att utföra arbetsuppgifter inom dessa arbetsområden. Dator- och kommunikationsteknik och samhällets digitala infrastruktur ska också vara centralt inom utbildningen.
- Säkerhetsfrågor är av yttersta vikt för arbete inom de olika yrkesområdena. Utbildningen ska därför leda till att eleverna blir väl förtrogna med nationella och internationella överenskommelser om teknologi, informationssäkerhet, standarder, arbetssäkerhet och arbetsmiljö.
- Utbildningen ska träna eleverna i att göra medvetna val, exempelvis att kunna använda rätt material och verktyg samt att kunna planera och utvärdera en arbetsprocess. Utbildningen ska vidare leda till att eleverna förstår vikten av att kunna dokumentera och gå systematiskt till väga för att lösa problem. Allt el-, energi-, automations- och datortekniskt kunnande bygger på naturvetenskapliga principer. Att kunna utföra korrekta beräkningar är en förutsättning för yrkesutövningen. Utbildningen ska därför utveckla elevernas matematiska kunskaper.
- Utbildningen ska ge kunskaper om hur eleverna kan bidra till yrkets, företagets och samhällets utveckling såväl nationellt som lokalt. Internationaliseringen inom el-, energi-, automations- och datorbranscherna kräver förmåga att använda språk. Utbildningen ska ge eleverna möjligheter till fördjupade studier i engelska.
- I yrkeslivet kommer eleverna att möta olika människor och ansvara för att ett professionellt arbete utförs, ofta i samarbete med andra yrkesgrupper. Utbildningen ska därför utveckla elevernas förmåga att samarbeta med andra, bemöta kunder, ge service och att skickligt utföra arbete både på företag och i människors hem. Inom branscherna är både storföretag och enpersonsföretag vanliga. Utbildningen ska därför ge kunskaper om företagandets villkor, ekonomi samt direkt och indirekt miljöpåverkan.
- Arbetsmiljöfrågor ska ha en central plats i utbildningen för att förebygga arbetsskador och för att främja god hälsa.
- Arbetsplatsförlagt lärande ska förekomma på alla yrkesprogram. Det arbetsplatsförlagda lärandet ska bidra till att eleverna utvecklar yrkeskunskaper och en yrkesidentitet samt förstår yrkeskulturen och blir en del av yrkesgemenskapen på en arbetsplats. Det arbetsplatsförlagda lärandet kan också ge inblick i företagandets villkor.
- Examensmålet gäller för både skolförlagd utbildning och lärlingsutbildning.

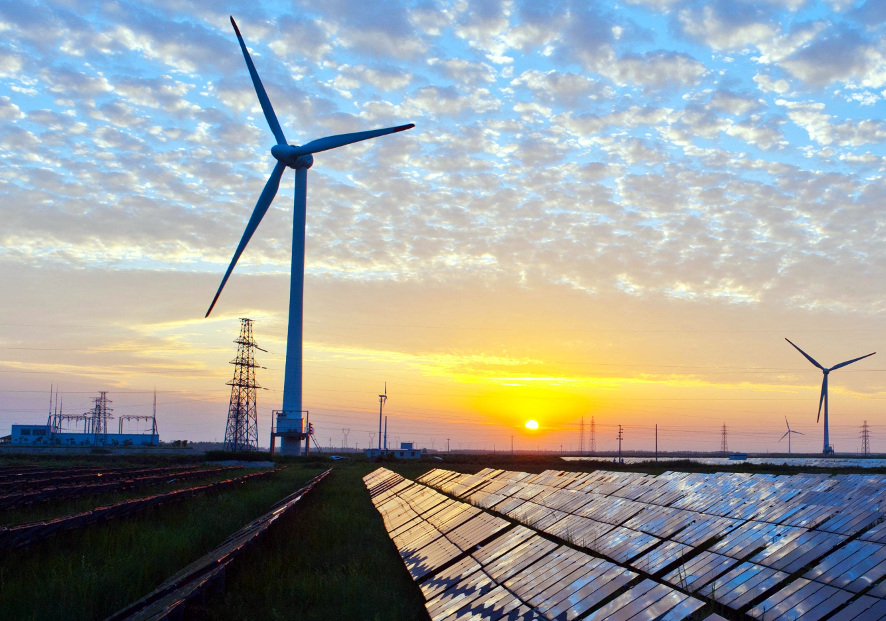
Vindkraftverk och solceller kräver installation, idrifttagning, underhåll och övervakning.

## Inriktningar
Samtliga inriktningar kan leda till fortsatta studier på yrkeshögskola eller högskola. 

### Automation
Inriktningen automation ska ge systemorienterade kunskaper i brytningen mellan elektroteknik, datorteknik samt drift- och underhållsteknik. Detta innebär att inriktningen ska utveckla elevernas förmåga att planera, installera och sätta automatiserade produktionssystem i drift. Inriktningen ska också utveckla elevernas förmåga att yrkesmässigt arbeta med underhållsarbete och felsökning i industriella anläggningar. Inriktningen kan leda till yrken som till exempel automationstekniker, processtekniker, industrielektriker och mekatroniker.

### Elteknik
Inriktningen elteknik ska ge kunskaper i att installera, underhålla och reparera elanläggningar, eldistributionsnät, larm samt tv- och datanät. Inriktningen kan leda till yrken som elektriker verksam inom installation eller eldistribution. Andra möjliga yrken är till exempel hisstekniker och larmtekniker.

### Dator- och kommunikationsteknik
Inriktningen dator- och kommunikationsteknik ska ge kunskaper i att yrkesmässigt installera, administrera, underhålla och reparera dator- och kommunikationssystem samt kunskaper om informationssäkerhet. Inriktningen ska också utveckla elevernas förmåga att arbeta med system för presentation av data, bild, ljud och interaktiva tekniker. Inriktningen kan leda till yrken som till exempel nätverkstekniker, teknisk säljare, supporttekniker och servicetekniker.

### Energiteknik
Inriktningen energiteknik ska ge kunskaper i att genomföra drift- och underhållsarbeten samt servicefunktioner inom energi-, miljö- och vattenteknikbranscherna samt processbaserade branscher. Inriktningen ska leda till att eleverna utvecklar förmåga att arbeta med specialiserade funktioner i många olika yrken inom energi- och processbranscherna. Möjliga yrken är till exempel drift- och underhållstekniker, driftoperatör, vattenmiljötekniker och laborant.

## Karaktärsämnen
Programgemensamma 400 poäng:
- Datorteknik 1a, 100p
- Elektromekanik, 100p
- Energiteknik, 100p
- Mekatronik, 100p

Inriktningar 400-500 poäng:
Automation
- Praktisk ellära, 100p
- Mät- och styrteknik 100p
- Mät- och reglerteknik 100p
- Programmerbara styrsystem 100p

Dator- och kommunikationsteknik
- Dator- och nätverksteknik 100p
- Elektronik och mikrodatorteknik 100p
- Kommunikationsnät 1 100p
- Nätverksteknik 100p

Elteknik
- Elkraftteknik 100p
- Praktisk ellära 100p
- Elinstallationer 200p
- Kommunikationsnät 1 100p

Energiteknik
- Avhjälpande underhåll 100p
- Energiteknik 2 100p
- Praktisk ellära 100p
- Förnybar energi 100p

## Exempel på yrkesutgångar
- Automationstekniker - fastighet
- Automationstekniker - industri
- Automationstekniker - process
- Distributionselektriker
- Driftoperatör - allmän
- Driftoperatör - kraft- och värmeteknik
- Driftoperatör - vatten- och miljöteknik
- Elektronikproduktionstekniker
- Hemservicetekniker
- Industrielektriker
- Installationselektriker
- Järnvägstekniker - el och signal
- Nätverkstekniker